# 와카야마 현립 근대 미술관
와카야마 현립 근대 미술관(和歌山県立近代美術館 와카야마켄리쓰킨다이비주쓰칸[*])은 일본 와카야마현 와카야마시에 있는 미술관이다.